# Jennie Gerhardt
Pour plus de détails, voir Fiche technique et Distribution.
Jennie Gerhardt est un film dramatique américain du Pré-Code sorti en 1933 et réalisé par Marion Gering pour Paramount Pictures. Il met notamment en scène Sylvia Sidney, Mary Astor et Edward Arnold. Le film est tiré du roman éponyme de Theodore Dreiser sorti en 1911.
Le film suit une fille pauvre qui est aimée par un vieux sénateur qui lui propose de l'épouser.

## Synopsis
Jennie Gerhardt est une fille issue d'un milieu très pauvre. Ses frères en sont amenés à devoir voler du charbon pour pouvoir fournir la chaudière de la maison. Embauchée avec sa mère pour faire le ménage dans un hôtel, elle est remarquée par un sénateur. Celui-ci propose un emploi au chef de famille ainsi que d'emmener Jennie Gerhardt faire une balade. De fil en aiguille, celui-ci va déclarer sa flamme à la jeune fille. D'abord déboussolée elle va accepter la proposition du vieil homme. Son père lui interdit de le revoir. Elle obéit à son père mais lorsqu'un de ses frères est emmené en prison pour vol de charbon, elle le revoit. Celui-ci doit ensuite s'absenter pour raisons professionnelles et lui promet de l'épouser à son retour. Malheureusement, l'homme mourra d'un accident et Jennie restera seule.
Étant tombée enceinte du politicien, elle devra fuir avec sa cousine dans une ville où personne ne la connaît. Elle trouve du travail en tant que bonne dans une riche famille. Là, elle est de nouveau remarquée par le frère de la maîtresse de maison. Celui-ci, partenaire et héritier des affaires de son père est destiné à une riche carrière. D'autant qu'une jolie demoiselle de sa classe sociale lui est promise. Affrontant sa famille par amour pour Jennie, ils fuient tous les deux en Europe. Cependant, pendant deux années, elle cachera l'existence de sa petite fille, dont s'occupe sa cousine. Lorsqu'elle lui avoue qu'elle a déjà un enfant, l'homme décide de la quitter mais après peu de temps ne peut se résoudre à l'abandonner totalement.
Après ce périple en Europe, Jennie se rend compte que l'homme qui l'aime n'est pas vraiment heureux avec elle ; elle le quitte alors pour toujours. Par le biais de coupures de journaux qu'elle accumulera dans un album elle suivra la vie de cet homme et apprendra son mariage avec la fille qui lui était promise. Les années passent, la fille de Jennie est devenue elle-même une jeune femme. Alors qu'elle défile à un concours de beauté, elle fait une chute qui entraîne sa mort. Au chevet de son enfant chérie, Jennie fait appel à ce magnat qui vient de se marier. À son tour, cet homme a vieilli et sur son lit de mort appelle Jennie qui vient le voir. Il lui avoue qu'il aurait dû l'épouser et que toute sa vie il n'a aimé vraiment qu'elle.

## Fiche technique
- Titre original : Jennie Gerhardt
- Réalisation : Marion Gering
- Scénario : S. K. Lauren, Josephine Lovett, Joseph Moncure March et Frank Partos, d'après le roman de Theodore Dreiser
- Costumes : Eugene Joseff (non crédité)
- Photographie : Leon Shamroy
- Montage : Eda Warren
- Musique : Karl Hajos, Howard Jackson et John Leipold (non crédités)
- Production : B. P. Schulberg
- Sociétés de production : B. P. Schulberg Productions et Paramount Pictures
- Sociétés de distribution : Paramount Pictures et MCA/Universal Pictures
- Pays de production :  États-Unis
- Langue : Anglais
- Format : Noir et blanc - 35 mm - 1,37:1 - Mono
- Genre : drame
- Durée : 85 minutes (1 h 25)
- Date de sortie :
  - États-Unis : 9 juin 1933
- Affiche : Jacques Bonneaud (France)

## Distribution
- Sylvia Sidney : Jennie Gerhardt
- Donald Cook : Lester Kane
- Mary Astor : Letty Pace
- Edward Arnold : Sénateur Brander
- H. B. Warner : William Gerhardt
- Louise Carter : Mme Gerhardt

Acteurs non crédités
- Davison Clark : le médecin de Vesta
- Walter Walker : Archibald Kane

## Accueil
Le film reçoit un accueil critique mitigé lors de sa sortie en juin 1933. Motion Picture Herald parle de Jennie Gerhardt comme « un film strictement pour adulte. Réussir à le vendre dépend de votre capacité à construire des campagnes qui vont intriguer l'intérêt humain et la sympathie sur le personnage de Jennie. » Il ajoute que malgré sa grande distribution, une grande partie de l'action est centrée autour de Sylvia Sidney.
Mordaunt Hall du New York Times déclare que « bien que le film est handicapé par un manque de suspense et par quelques dialogues banals et un peu agités, il possède une sincérité louable, ce qui peut le rendre appréciable auprès de ceux qui sont partiels à ce genre d'histoire. » Il affirme en outre : « En fait, les producteurs ont réussi à mettre en image une richesse de détails et ce qui est dommage, c'est que cela soit fait sans le suspense nécessaire. Il est comme une histoire racontée sur un ton monocorde, avec des personnages vacillants qui sont un peu trop à la botte du réalisateur. Les incidents, bien que n'étant pas invraisemblables, ne possèdent pas la spontanéité suffisante. »
Keith Newlin, auteur de A Theodore Dreiser Encyclopedia, le décrit comme un « film épisodique  (divisé en un certain nombre de scènes courtes) » et le considère comme étant plus ressemblant au roman que la plupart des autres adaptations cinématographiques de Dreiser. Cependant, il pense que Gering a inexplicablement « inséré plusieurs scènes discordantes apparemment dans une tentative de proposer au public une certaine touche comique. »
Theodore Dreiser  lui-même approuve le film, considérant qu'il est « émouvant » et « magnifiquement interprété,. »